# 九州電力送配電
九州電力送配電株式会社（きゅうしゅうでんりょくそうはいでん）は、九州7県を供給区域とする一般送配電事業者。九州電力の100%子会社。九州電力グループで使用する略称は九電送配で、そのほかの略称に九電送配電と九州送配電がある。

## 概要
九州地方で送電線、変電所、配電線などを維持・運用し、発電事業者や小売電気事業者を相手に送配電サービスを提供する会社である。電気事業法の大改正（電力システム改革）によって、2020年（令和2年）4月、一般送配電事業の中立性の確保のため、一般送配電事業者が発電事業や小売電気事業を兼営することが原則、禁止された（法的分離）。このため、九州電力は、自社の一般送配電事業を子会社である当社に移管した。

## 事業内容

### 一般送配電事業
九州地方7県を供給区域として一般送配電事業を営んでいる。供給区域の面積は42,232 km2であり、東北電力ネットワーク（79,531 km2）、北海道電力ネットワーク（78,421 km2）に次ぎ、日本国内10エリア中、第3位の広さがある。
- 送配電網の維持　供給区域内の1万km超の送電線、6百か所超の変電所、17万km超の配電線などを維持する。発電事業者や小売電気事業者から申込みがあれば、引込線、電力量計などを設置し、発電設備や需要家の需要設備（負荷設備）を送配電網に接続する。事故・災害時は、故障箇所を特定し、復旧する。
- 系統運用　九州地方の電力系統の周波数・電圧を維持し、電気の安定供給を確保するため、発電・送電・電力需要の状況を監視し、電力の発生や流通を制御する。
- 託送供給　託送契約者のために、ある地点（受電地点）で送配電網に電気を受け入れると同時に、別の地点（供給地点）で送配電網から電気を供給し、対価として託送料金を徴収する。要すれば電気の宅配サービスである。託送契約者は主に小売電気事業者であり、発電所で発生した電気を需要家（小売電気事業者の顧客）に届けるために託送供給を利用する。
- 最終保障供給　小売電気事業者から電気の供給を受けることができない九州地方の需要家（離島以外の特別高圧・高圧の需要家に限る）に対し電気を販売・供給する。
- 離島等供給　九州地方の以下の離島の需要家には、小売電気事業者を介することなく電気を販売・供給する。

| 県       | 市・郡           | 離島                                                                       |
| -------- | ---------------- | -------------------------------------------------------------------------- |
| 福岡県   | 福岡市           | 小呂島                                                                     |
| 長崎県   | 対馬市           | 対馬島・海栗島・泊島・赤島・沖ノ島・島山島                                 |
| 長崎県   | 壱岐市           | 壱岐島・若宮島・原島・長島・大島                                           |
| 鹿児島県 | 薩摩川内市       | 上甑島・中甑島・下甑島                                                     |
| 鹿児島県 | 鹿児島郡         | 竹島・硫黄島・黒島・口之島・中之島・平島・諏訪之瀬島・悪石島・小宝島・宝島 |
| 鹿児島県 | 西之表市・熊毛郡 | 種子島・屋久島・口永良部島                                                 |
| 鹿児島県 | 奄美市・大島郡   | 奄美大島・喜界島・加計呂麻島・与路島・請島・徳之島・沖永良部島・与論島     |

### 離島における発電事業

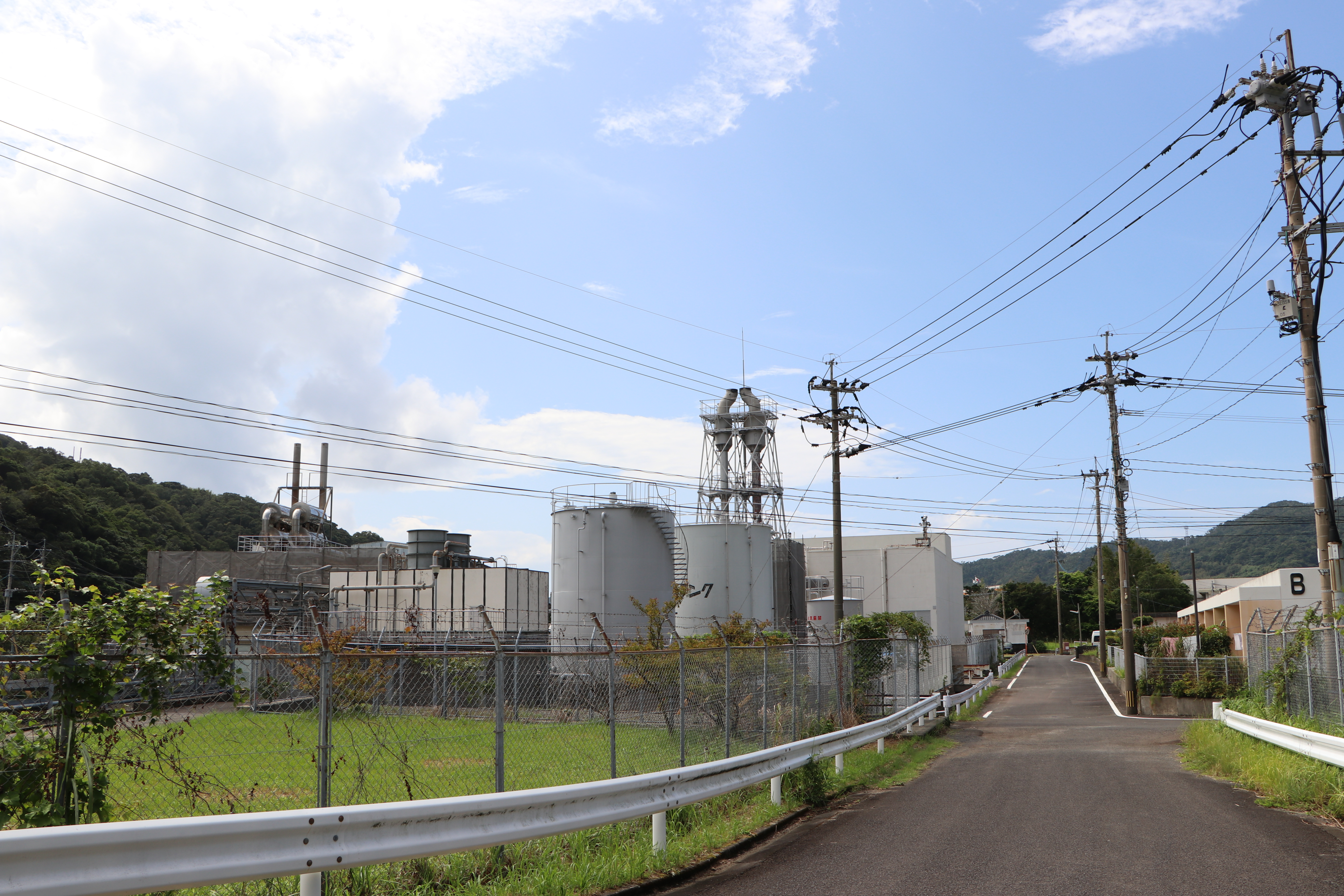
鹿児島県薩摩川内市の上甑島に所在する甑島第一発電所。甑島列島全体に電力を供給する。

九州本土から送電できない離島に内燃力発電所27か所（30.9万kW）、水力発電所5か所（3,723kW）を有し、発電事業を営んでいる。

## 拠点

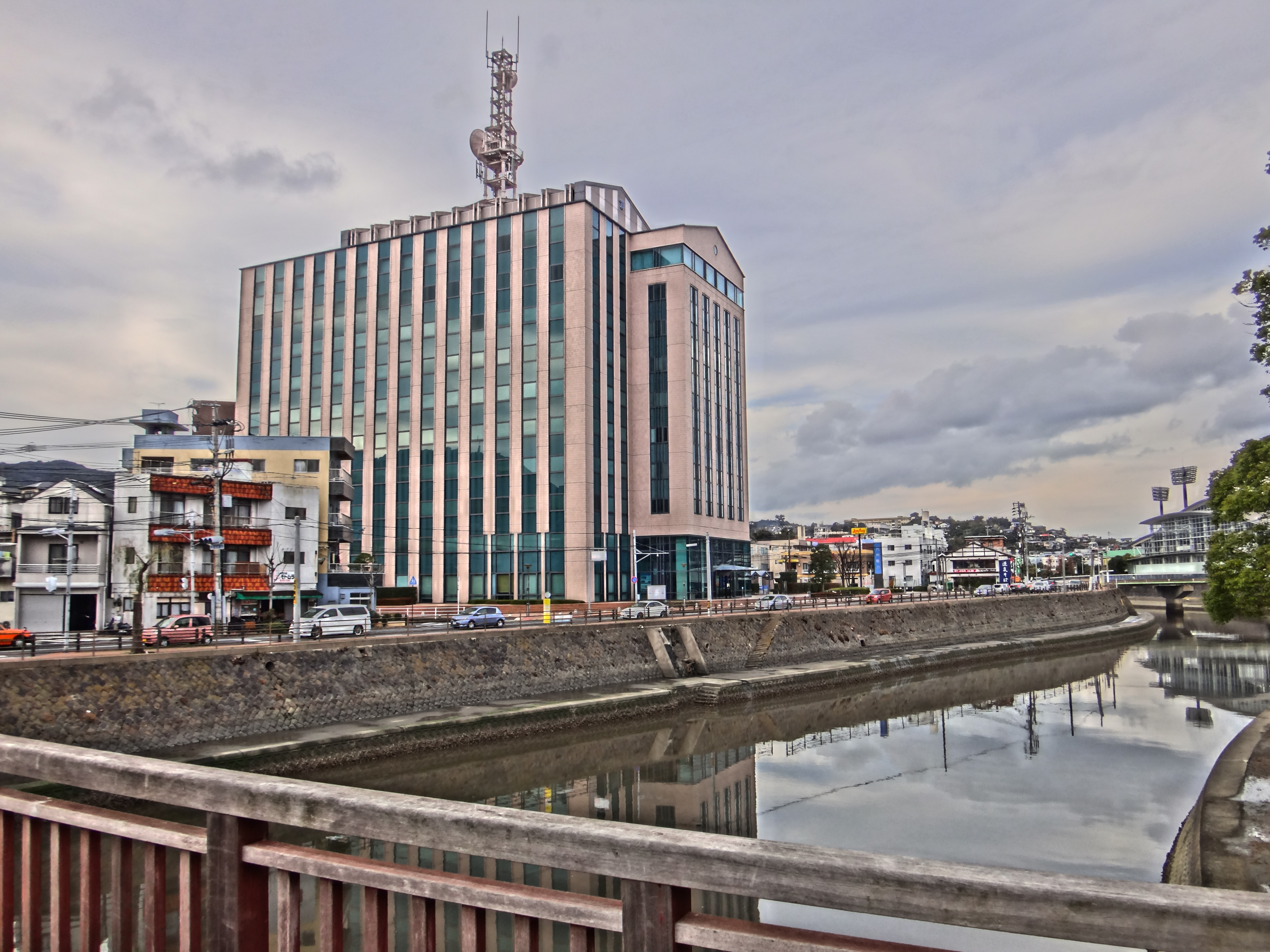
九州電力送配電長崎支社が入居する長崎電気ビル（長崎市）。九州電力グループの株式会社電気ビルの所有。

福岡市に本店を置き、九州7県の県庁所在地と北九州市に支社を置く。各支社の下に、配電部門の地域別の拠点として複数の配電事業所を置く。そのほかの拠点として、本店直轄の東京事務所、系統給電制御所、送変電工事所（3か所）、各支社管轄の総合制御所、内燃力発電所（福岡支社・鹿児島支社のみ）がある。

## 設備

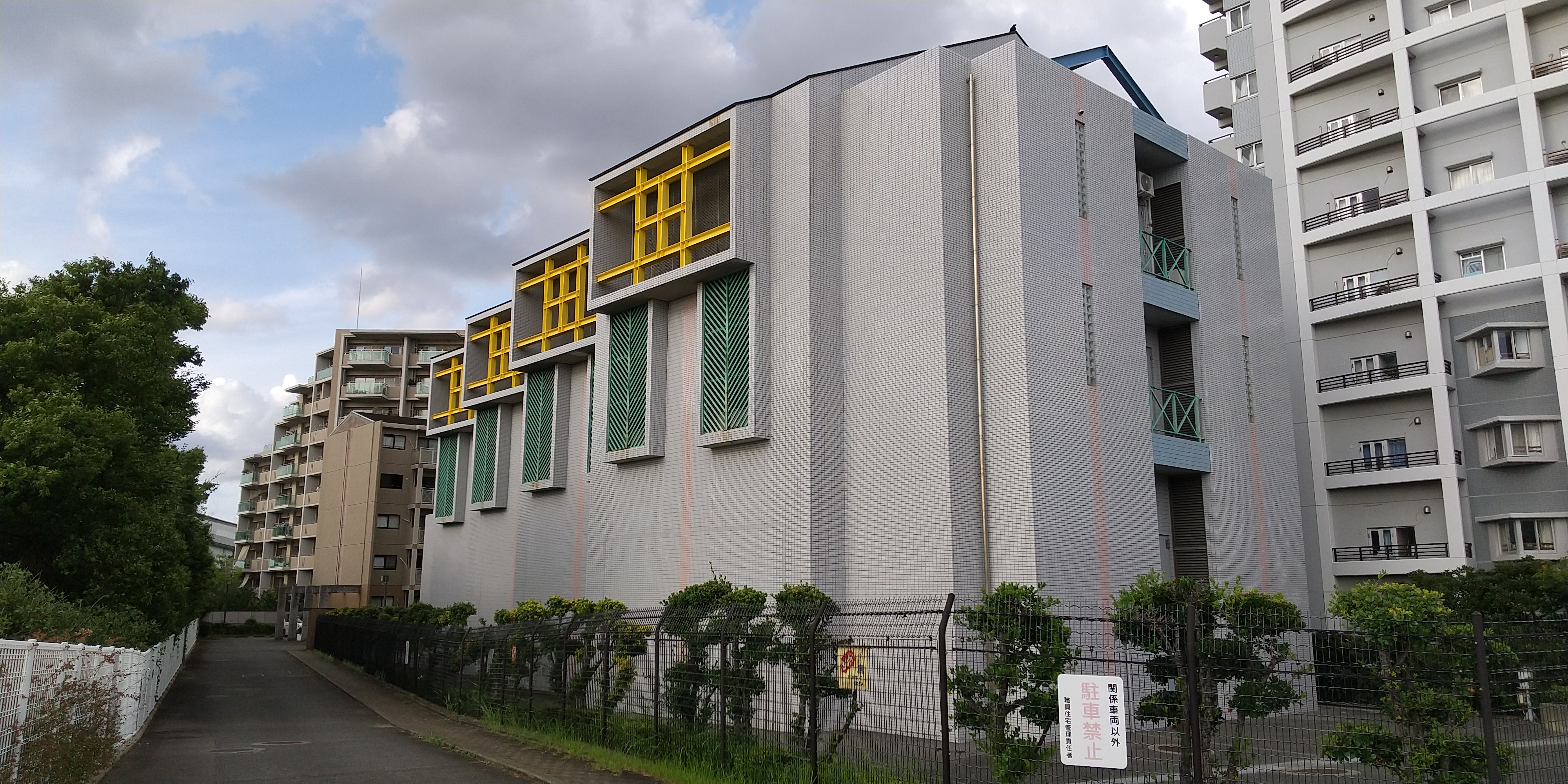
百道変電所（福岡市早良区）。シーサイドももち地区の電力供給を担う配電用変電所。

### 設備の概要
2024年3月31日時点。
- 送電設備　送電線亘長11,240 km
- 変電設備　変電所654か所
- 配電設備　配電線亘長174,268 km
- 内燃力発電設備　27か所、30.9万kW
- 水力発電設備　5か所、3,723 kW

設備は周波数60 Hzで構築する。電圧階級は、500 kV、220 kV、110 kV、66 kV、22 kVである。110 kVは、220 kV導入前の基幹系統であったが、一部地域を除き段階的に縮小する方向である。

### 九州本土の設備
500 kV、220 kVの設備で基幹系統を構成する。以下、主に基幹系統について述べる。
電力需要の多い福岡県内には、4か所の500 kV変電所が存在し、この4か所を500 kV送電線がループ状に結ぶ。北九州変電所（北九州市小倉南区）-豊前北幹線（亘長34.60 km）-豊前変電所（築上郡築上町）-豊前西幹線（亘長42.06 km）-中央変電所（朝倉郡筑前町）-脊振幹線（亘長30.77 km）-脊振変電所（福岡市早良区）-北九州幹線（亘長84.44 km）-北九州変電所というループである。
東九州、南九州、西九州の3方面からの500 kV送電線が上述のループに電気を供給する。
- ひむか変電所（宮崎県児湯郡木城町）→500 kV日向幹線（亘長約124 km）→東九州変電所（大分県臼杵市）→500 kV東九州幹線（亘長107.39 km）→豊前変電所
- ひむか変電所（宮崎県児湯郡木城町）→500 kV小丸川幹線（亘長46.25 km）→宮崎変電所（宮崎県都城市）→宮崎幹線（亘長70.01 km）→南九州変電所（鹿児島県伊佐市）→南九州幹線（亘長79.53 km）→中九州変電所（熊本県下益城郡美里町）→中九州幹線（亘長40.10 km）→熊本変電所（熊本県菊池郡大津町）→熊本幹線（亘長81.30 km）→中央変電所
- 西九州変電所（佐賀県伊万里市）→500 kV佐賀幹線（亘長72.80 km）→中央変電所

九州地方の主要な電源は、以上に挙げた500 kV変電所のいずれかに電気を供給する。
- 戸畑共同火力発電所（福岡県北九州市戸畑区）→220 kV→北九州変電所
- 新小倉発電所（福岡県北九州市小倉北区）→220 kV→北九州変電所
- 苅田発電所（福岡県京都郡苅田町）→220 kV→北九州変電所
- 豊前発電所（福岡県豊前市）→220 kV豊前火力線→豊前変電所
- 大分共同発電所（大分県大分市）→220 kV→東九州変電所
- 新大分発電所（大分県大分市）→220 kV新大分火力線→東九州変電所
- 小丸川発電所（宮崎県児湯郡木城町）→ひむか変電所
- 川内原子力発電所（鹿児島県薩摩川内市）→500 kV川内原子力線（亘長61.44 km）→南九州変電所
- 川内発電所（鹿児島県薩摩川内市）→220 kV川内火力線→南九州変電所
- 苓北発電所（熊本県天草郡苓北町）→500 kV苓北火力線（亘長92.73 km）→中九州変電所
- 電源開発松島火力発電所（長崎県西海市）→電源開発送変電ネットワーク220 kV松島火力南線→東佐世保変電所（長崎県佐世保市）→電源開発送変電ネットワーク220 kV松島火力北線→西九州変電所
- 九州電力松浦発電所・電源開発松浦火力発電所（長崎県松浦市）→500 kV松浦火力線（亘長29.68 km）→西九州変電所
- 玄海原子力発電所（佐賀県東松浦郡玄海町）→220 kV玄海原子力線→西九州変電所
- 玄海原子力発電所→500 kV玄海幹線1号線→西九州変電所→500 kV玄海幹線2号線南線→脊振変電所
- 玄海原子力発電所→500 kV玄海幹線2号線北線→脊振変電所

#### 豊前蓄電池変電所
豊前蓄電池変電所は、九州電力時代の2016年（平成28年）に運用を開始した設備である。豊前発電所（福岡県豊前市）構内に所在し、出力200 kWのナトリウム・硫黄電池のコンテナ252台、パワーコンディショナー、系統連系用の変圧器などが国からの補助金を利用して整備された。同変電所は、揚水発電所と同様の機能を担うもので、太陽光発電の出力が上昇する日中に電池に充電し、日没後の電力需要の大きい時間帯に電池から放電することにより、再生可能エネルギーを無駄なく利用することに寄与する。

#### 五島連系設備
長崎県五島列島の電力系統は、かつては九州本土の系統とつながっておらず、五島列島の電気は、福江島（五島市）、中通島（南松浦郡新上五島町）、宇久島（佐世保市）の発電所から供給していた。九州電力は、安定供給と供給コスト低減のため、260億円を投じて五島連系設備を整備し、これにより、2005年（平成17年）6月、本土から五島に送電できるようになった。五島連系設備は、松島変電所、松島奈良尾線などからなる。西海市の松島にある松島変電所では、基幹系統の220 kVを66 kVに降圧する。松島奈良尾線は、同変電所から南松浦郡新上五島町の中通島にある奈良尾変電所に達する66 kV・2回線の送電線であり、そのうち、松島のニン崎から中通島の丸瀬鼻接続所までは、日本最長の53 kmの電力海底ケーブルが敷設された。

#### 中国九州間連系線

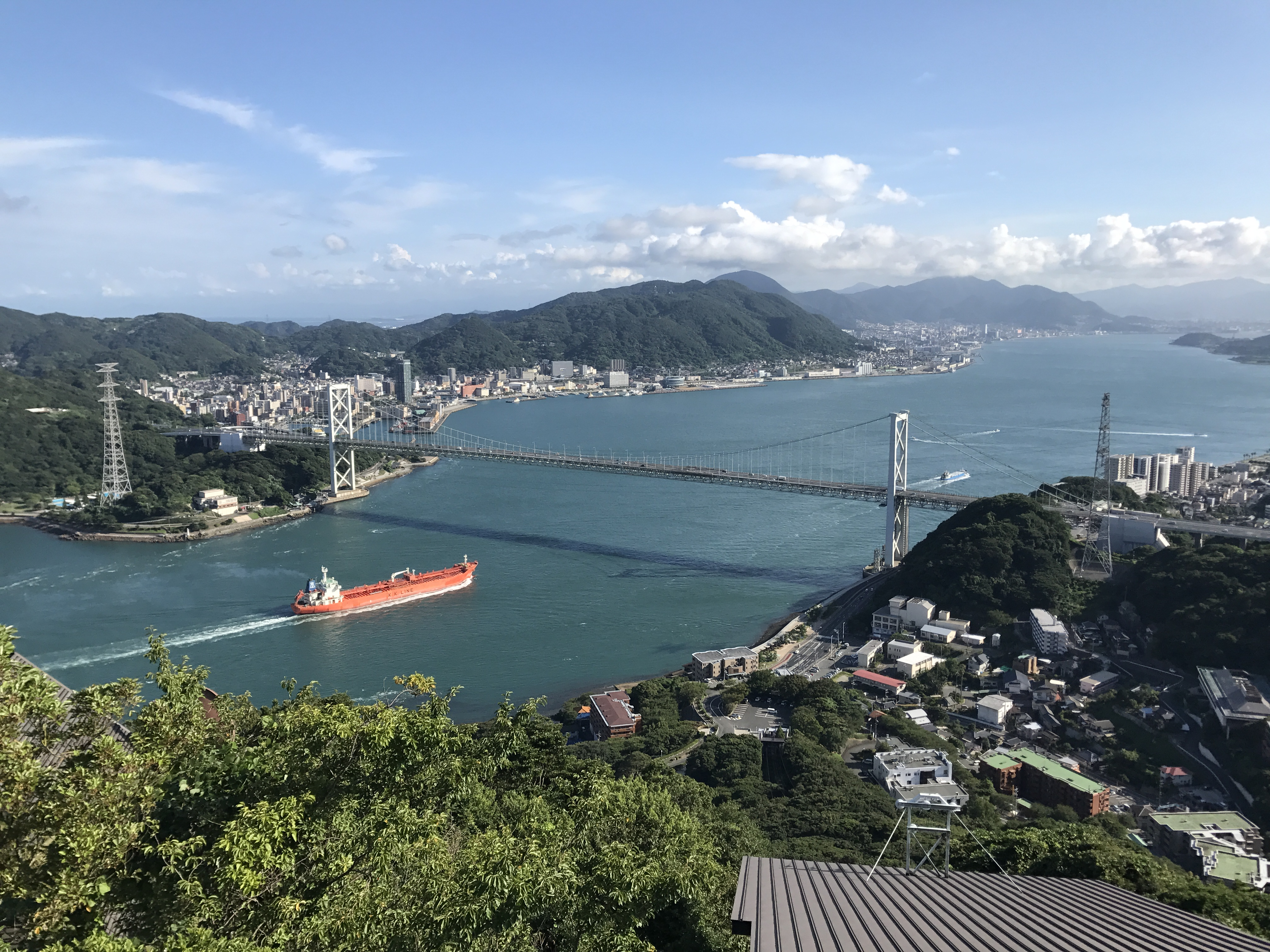
下関市の火の山から見下ろした関門橋。橋の手前側に関門連系線（本文参照）の鉄塔が見える。

九州本土の電力系統と本州の電力系統とは、電源開発送変電ネットワークが所有する関門連系線で連系している。関門連系線は、九州電力送配電の北九州変電所（北九州市小倉南区）と中国電力ネットワークの新山口変電所（山口県美祢市）とを結ぶ亘長64.2 kmの500 kV・2回線の送電線であり、関門橋の北東側に並行する架空線で関門海峡を横断する。
関門海峡を最初に横断した送電線は、日本発送電が関門鉄道トンネル内に設置した関門連絡線であり、1945年（昭和20年）6月、三菱鉱業（現・三菱マテリアル）上山田炭鉱に60 Hzで送電を開始した。
1945年（昭和20年）12月、日本発送電の110 kV関門幹線が完成し、翌年3月、やはり三菱鉱業に60 Hzで電気を供給した。関門幹線が関門海峡を架空線で跨いだ最初の送電線である。
1959年（昭和34年）7月、九州電力が新関門幹線の運用を110 kVで開始し、1962年（昭和37年）3月、220 kVに昇圧した。1963年（昭和38年）12月には、2回線での運用を開始した。新関門幹線のルートは、1980年（昭和55年）5月に運用を開始した関門連系線に引き継がれた。
関門連系線は、近年、空き容量が僅少の状態が継続している。連系線の空き容量不足のため、九州本土の再生可能エネルギー発電設備の供給力が過剰な場合に、本州に送電できず、九州で再エネ発電設備の出力制御される事態が2018年（平成30年）以来、頻発している。
関門連系線の空き容量の問題に関しては、2018年（平成30年）3月まで、電力広域的運営推進機関が連系線の増強（別ルート建設）について検討していた。しかしながら、費用便益分析の結果、巨額の増強費用に見合う便益が見込めないことから、本格的な検討には進まないことになった。その代わり、国からの補助金を利用して、関門連系線の事故発生時に九州島内の電源を遮断するシステムを導入することにより、2019年（平成31年）4月から、連系線で本州に送電できる容量を拡大した。

### 離島の設備

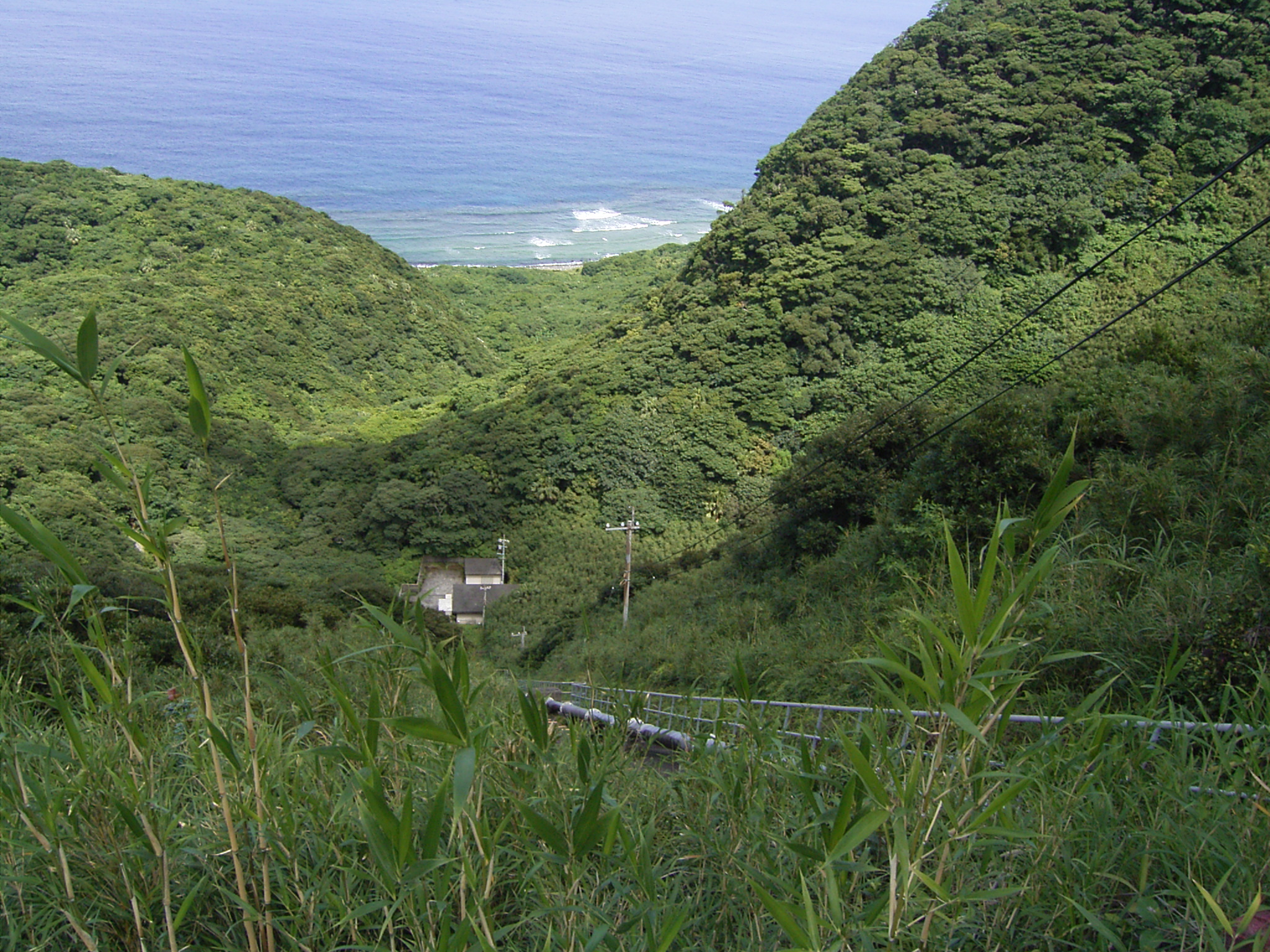
トカラ列島の中之島にある脇ノ川発電所。御池（おいけ）から流れ出る水を使って発電する。

九州エリアの有人離島のうち、本土から送電できない島は、2019年（令和元年）7月時点で36島ある。複数の島で一体の電力系統を形成する島と、1島単独の電力系統を形成する島とがあり、離島の電力系統は、次に列挙する22系統である。
- 小呂島
- 対馬（対馬島、海栗島、泊島、赤島、沖ノ島、島山島）
- 壱岐（壱岐島、若宮島、原島、長島、大島）
- 甑島（上甑島、中甑島、下甑島）
- 竹島
- 硫黄島
- 黒島
- 口之島
- 中之島
- 平島
- 諏訪之瀬島
- 悪石島
- 小宝島
- 宝島
- 口永良部島
- 種子島
- 屋久島
- 喜界島
- 奄美大島（奄美大島、加計呂麻島、与路島、請島）
- 徳之島
- 沖永良部島
- 与論島

九州電力送配電が有する発電所は以下のとおりである。
| 電力系統   | 名称             | 原動力 | 出力（kW） | 所在地                               |
| ---------- | ---------------- | ------ | ---------- | ------------------------------------ |
| 小呂島     | 小呂島発電所     | 内燃力 | 330        | 福岡県福岡市西区（小呂島）           |
| 対馬       | 佐須奈発電所     | 内燃力 | 5,100      | 長崎県対馬市（対馬島）               |
| 対馬       | 豊玉発電所       | 内燃力 | 50,000     | 長崎県対馬市（対馬島）               |
| 壱岐       | 芦辺発電所       | 内燃力 | 15,000     | 長崎県壱岐市（壱岐島）               |
| 壱岐       | 新壱岐発電所     | 内燃力 | 24,000     | 長崎県壱岐市（青島）                 |
| 甑島       | 甑島第一発電所   | 内燃力 | 13,250     | 鹿児島県薩摩川内市（上甑島）         |
| 竹島       | 竹島発電所       | 内燃力 | 190        | 鹿児島県鹿児島郡三島村（竹島）       |
| 硫黄島     | 硫黄島発電所     | 内燃力 | 300        | 鹿児島県鹿児島郡三島村（硫黄島）     |
| 黒島       | 黒島発電所       | 内燃力 | 320        | 鹿児島県鹿児島郡三島村（黒島）       |
| 口之島     | 口之島発電所     | 内燃力 | 220        | 鹿児島県鹿児島郡十島村（口之島）     |
| 中之島     | 脇ノ川発電所     | 水力   | 53         | 鹿児島県鹿児島郡十島村（中之島）     |
| 中之島     | 中之島発電所     | 内燃力 | 300        | 鹿児島県鹿児島郡十島村（中之島）     |
| 平島       | 平島発電所       | 内燃力 | 150        | 鹿児島県鹿児島郡十島村（平島）       |
| 諏訪之瀬島 | 諏訪之瀬島発電所 | 内燃力 | 220        | 鹿児島県鹿児島郡十島村（諏訪之瀬島） |
| 悪石島     | 悪石島発電所     | 内燃力 | 190        | 鹿児島県鹿児島郡十島村（悪石島）     |
| 小宝島     | 小宝島発電所     | 内燃力 | 150        | 鹿児島県鹿児島郡十島村（小宝島）     |
| 宝島       | 宝島発電所       | 内燃力 | 300        | 鹿児島県鹿児島郡十島村（宝島）       |
| 種子島     | 種子島第一発電所 | 内燃力 | 16,500     | 鹿児島県西之表市（種子島）           |
| 種子島     | 新種子島発電所   | 内燃力 | 30,000     | 鹿児島県熊毛郡南種子町（種子島）     |
| 屋久島     | 嶽野川発電所     | 水力   | 160        | 鹿児島県熊毛郡屋久島町（屋久島）     |
| 口永良部島 | 口永良部島発電所 | 内燃力 | 300        | 鹿児島県熊毛郡屋久島町（口永良部島） |
| 喜界島     | 新喜界発電所     | 内燃力 | 11,700     | 鹿児島県大島郡喜界町（喜界島）       |
| 奄美大島   | 新住用川発電所   | 水力   | 3,000      | 鹿児島県奄美市（奄美大島）           |
| 奄美大島   | 名音川発電所     | 水力   | 370        | 鹿児島県大島郡大和村（奄美大島）     |
| 奄美大島   | 竜郷発電所       | 内燃力 | 60,000     | 鹿児島県大島郡龍郷町（奄美大島）     |
| 奄美大島   | 名瀬発電所       | 内燃力 | 21,000     | 鹿児島県奄美市（奄美大島）           |
| 徳之島     | 秋利神発電所     | 水力   | 140        | 鹿児島県大島郡天城町（徳之島）       |
| 徳之島     | 新徳之島発電所   | 内燃力 | 21,000     | 鹿児島県大島郡天城町（徳之島）       |
| 徳之島     | 亀津発電所       | 内燃力 | 7,500      | 鹿児島県大島郡徳之島町（徳之島）     |
| 沖永良部島 | 新知名発電所     | 内燃力 | 22,500     | 鹿児島県大島郡知名町（沖永良部島）   |
| 与論島     | 与論発電所       | 内燃力 | 2,210      | 鹿児島県大島郡与論町（与論島）       |
| 与論島     | 新与論発電所     | 内燃力 | 6,700      | 鹿児島県大島郡与論町（与論島）       |

以下の発電所は2020年（令和2年）4月以降に廃止した。
| 電力系統 | 名称           | 原動力 | 出力（kW） | 所在地                             | 廃止時期   |
| -------- | -------------- | ------ | ---------- | ---------------------------------- | ---------- |
| 対馬     | 厳原発電所     | 内燃力 | 6,600      | 長崎県対馬市（対馬島）             | 2022年3月  |
| 五島     | 福江第二発電所 | 内燃力 | 21,000     | 長崎県五島市（福江島）             | 2021年4月  |
| 五島     | 新有川発電所   | 内燃力 | 60,000     | 長崎県南松浦郡新上五島町（中通島） | 2023年9月  |
| 甑島     | 甑島風力発電所 | 風力   | 250        | 鹿児島県薩摩川内市（上甑島）       | 不詳       |
| 喜界島   | 喜界発電所     | 内燃力 | 2,100      | 鹿児島県大島郡喜界町（喜界島）     | 2022年12月 |
| 奄美大島 | 古仁屋発電所   | 内燃力 | 4,750      | 鹿児島県大島郡瀬戸内町（奄美大島） | 2020年11月 |

#### 壱岐
壱岐は、戦前から戦後にかけて日本の電気事業に深く関わった財界人・松永安左エ門の出身地である。松永が福岡市の九州電灯鉄道の経営に携わっていた頃、壱岐田河村の村長・長嶋主税に請われ、壱岐で電灯事業を始めることになった。松永らの出資で、1914年（大正3年）、壱岐電灯株式会社が設立された。これが壱岐における電気事業の発祥である。壱岐電灯は、1943年（昭和18年）、国策により九州配電に統合された。
壱岐電灯が発電所を設置した地には、現在、芦辺発電所があり、壱岐島の東側の内海湾に浮かぶ青島には、新壱岐発電所がある。新壱岐発電所では、芦辺発電所と郷ノ浦変電所とを遠隔制御する。
九州電力が2011年（平成23年）3月に公表した計画では、海底ケーブル38 kmを含む壱岐本土連系線66 kV・2回線を整備し、2017年度（平成29年度）からは本土から壱岐に送電できるようにする予定であった。しかしながら、需給動向の変化、厳しい経営状況を理由に、着工に至っていない。
2013年（平成25年）3月、国の補助金を利用して芦辺発電所の隣（芦辺変電所）に大容量のリチウムイオン二次電池（出力4,000 kW、容量1,600 kWh）を設置し、太陽光発電や風力発電の出力変動に伴う系統の周波数変動を二次電池の充放電により抑制する試みを開始した。

#### 屋久島
九州電力送配電は屋久島に水力発電所1か所（出力160 kW）を有するものの、島内の需要を賄うのに十分でない。このため、島内に水力発電所3か所（合計出力58,500 kW）と火力発電設備を有する屋久島電工から買電し、九州電力送配電の顧客に供給している。屋久島電工は九州電力送配電以外にも電気を卸しており、九州電力送配電が電気を供給するのは島内の一部地区にとどまる。

## 沿革

### 九州電力の成立
1951年（昭和26年）5月、電気事業再編成令に基づき、九州地方の発送配電一貫経営の電力会社として、九州電力が発足した。

### 周波数の統一
従来、九州地方の電気の周波数は、50 Hzと60 Hzとが混在しており、福岡市に至っては、同じ市内に50 Hzの地区と60 Hzの地区とがあり、隣の町内に引っ越す場合でも周波数の違いに悩まされることがあった。第二次世界大戦後、15年の歳月をかけて順次、50 Hzの設備を60 Hzに切り替え、1960年（昭和35年）6月30日、ついに九州全土の周波数が60 Hzに統一された。

### 再生可能エネルギーの大量導入と出力制御の開始
東日本大震災後に成立したFIT法により、2012年（平成24年）7月、再生可能エネルギー電気の固定価格買取制度が始まった。九州地方では、この制度を利用して大量の太陽光発電設備が設置された。太陽光発電の出力は、電力需要とは無関係に、日照のみに応じて増減する。九州電力は、日中、火力発電所の出力を下げ、揚水発電所を揚水運転することにより、太陽光発電設備から大量の電力が流入しても電力系統の周波数が維持されるように調整してきた。しかしながら、太陽光発電設備の出力は、九州電力が保有する調整力では吸収しきれない水準まで増えてきた。
そこで、やむを得ず、再生可能エネルギーの出力制御に踏み切ることになった。揚水発電所がない離島では、九州本土よりも早く、出力制御が必要になった。種子島では、2015年（平成27年）5月5日（こどもの日）に、出力制御が初めて実施された。壱岐では、2016年（平成28年）4月15日（金曜日）に、徳之島では同年4月29日（昭和の日）に、初めて実施された。
そしてついに、2018年（平成30年）10月13日（土曜日）、九州本土で初めての再生可能エネルギーの出力制御が実施された。日本の一般送配電事業者10社のうち、再生可能エネルギーの出力制御を実施したのは九州電力が初めてであった。当日の正午から30分間の需給状況を見ると、九州エリアの電力需要828万kWに対し、供給力は1,293万kWもあった。供給力のうち再生可能エネルギーの出力は595万kWであった。そこで、九州島内の揚水発電所の揚水運転と豊前蓄電池変電所の二次電池への充電により226万kWを吸収し、関門連系線で九州エリア外に196万kW送電してもなお、再エネ出力が43万kW過剰であった。そこで、再エネ出力595万kWの7.2%に当たる43万kWが出力制御の対象となった。
九州本土の再エネ出力制御は、その後しばらくは、電力需要の低下する土曜日・日曜日と年始に限って実施されていたが、2019年（平成31年）3月5日（火曜日）、初めて平日に実施された。

### 九州電力からの分立
2013年（平成25年）4月、第2次安倍内閣は、「電力システムに関する改革方針」を閣議決定した。内閣は、この方針のもと、2013年（平成25年）から2015年（平成28年）にかけ、電気事業法の改正案を3回に分けて国会（第185回国会、第186回国会、第189回国会）に提出した。改正案は全て成立し、内閣の方針どおり、電力システム改革が断行されることになった。
電力システム改革により、2016年（平成28年）4月、発電事業は届出制、小売電気事業は登録制となり、発電と小売の分野で今まで以上に新規参入と競争を促す制度になった。一方、競争が実際上不可能な一般送配電事業は許可制とし、九州地方の送配電網は九州電力が独占する体制が維持された。
自由化された発電と小売の分野で様々な事業者が公平な条件で競争するためには、実質的に地域独占の一般送配電事業者が全ての発電事業者・小売電気事業者に対して中立の立場で公平に送配電サービスを提供することが必要である。一般送配電事業者が発電事業や小売電気事業を兼営すると、一般送配電事業の中立性の確保が難しくなる。そこで、電力システム改革では、2020年（令和2年）4月以降、一般送配電事業者が発電事業・小売電気事業を兼営することを禁ずることとなった。
九州電力は、自社の一般送配電事業を100%子会社に移管することにより、一般送配電事業と発電事業・小売電気事業との兼営状態を解消することを企図した。そこで、2019年（平成31年）4月1日、100%子会社に九州電力送配電株式会社を設立し、2020年（令和2年）4月、同社に一般送配電事業を移管した。
九州電力から九州電力送配電を分離するに当たり、料金計算システムも2社に分割する必要があった。2020年（令和2年）1月に新システムの運用を開始して間もなく異常が発覚。復旧作業中にも新たな問題が判明して対策が大幅に長引き、当初は1月13日までの復旧予定であったが、対策完了の発表は5月29日であった。対策完了までに発生した料金の誤請求・請求遅延の総数は約105万件、また対策作業中のミスにより個人情報漏洩も発生した。

### 近年の動向

#### スマートメーターの導入
九州地方では2016年（平成28年）3月に本格的に始まったスマートメーターの設置が2024年（令和6年）3月末までに完了した。九州電力送配電が設置するほぼ全ての電力量計（約863万台）をスマートメーターに取り替えた。

#### 業務改善命令
一般送配電事業者が託送供給を行うために取得した需要家に関する情報を業務以外の目的で利用・提供することは電気事業法で禁じられている。同法は一般送配電事業者に情報を適正に管理する体制の整備を義務付けている。九州電力送配電は、電気事業法の規定に違反して、本来非公開とすべき情報を九州電力から閲覧できる状態にしていたことが発覚した。九州電力は自社の従業員が競合他社の顧客情報を閲覧していたことを認めた。2023年（令和5年）4月、九州電力送配電と九州電力に経済産業省から業務改善命令が出された。